# Ерёмин, Николай Николаевич (партийный деятель)
Никола́й Никола́евич Ерёмин (8 мая 1924, Череповецкий район — 2020) — советский хозяйственный и политический деятель, участник Великой Отечественной войны, депутат Совета Национальностей Верховного Совета СССР 7-го созыва, Верховного Совета Туркменской ССР 8-11-го созывов.

## Биография
Родился в 1924 году в селе Любец (не существует, затоплено Рыбинским водохранилищем). 
Окончил Туркменский сельскохозяйственный институт и Высшую партийную школу при ЦК КПСС.
В годы Великой Отечественной войны на фронте: военный авиамеханик в истребительной авиации в 790-м истребительном авиационном полку 3-го Белорусского фронта. Был членом КПСС.
В 1955—1962 гг. — инженер управления оросительных систем, инструктор, заместитель заведующего отделом Марыйского обкома КП Туркменской ССР.
В 1962—1968 гг. — первый секретарь Ташаузского горкома КП Туркменской ССР.
В 1968—1987 гг. — управляющий Туркменской республиканской конторой Стройбанка СССР.
Умер в 2020 году.

## Награды
- Орден Отечественной войны I степени
- Орден Знак Почёта (дважды)